# Халезов, Дмитрий Васильевич
Дмитрий Васильевич Хале́зов (1904—1999) — советский специалист в области аэродинамики.

## Биография
Родился 14.10.1904.
В 1926—1991 годах работал в ЦАГИ. Доктор технических наук, профессор МАИ имени С. Орджоникидзе.
В 1960-х годах — зам. начальника лаборатории ЦАГИ, участник разработки самолёта Ту-114.
Автор научных работ по аэродинамике.

## Награды и премии
- заслуженный деятель науки и техники РСФСР (1965)[1]
- Сталинская премия II степени (22 марта 1943) — за научный труд: «Руководство для конструкторов», опубликованный в 1940, 1941 и 1942 годах

## Публикации
- К вопросу о соосных винтах / Д. В. Халезов. — М. : Центр. аэро-гидродинам. ин-т им. проф. Н. Е. Жуковского, 1939. — 16 с. :
- Майкапар Г. И., Лепилкин А. М., Халезов Д. В. Аэродинамический расчёт винтов по лопастной теории // Труды ЦАГИ. — 1940. — Вып.529.
- Кузьмин Г. И. и Халезов Д. В. Диаграммы для проектирования воздушных винтов с профилями ВС-2. — Труды ЦАГИ 1933, JVis 6І.
- Халезов Д. В. Исследование работы винта с изменяемым в полёте шагом.— Труды ЦАГИ 1934, № 174
- Остославский И. В., Халезов Д. В. Характеристики трёхлопастных металлических винтов ЦАГИ 3 СМГ-1 3 СМВ-2. Труды ЦАГИ, № 500, 1936.
- Остославский И. В., Халезов Д. В., Минухин Б. Л. Характеристики 2-лопастных и 4-лопастных металлических винтов ЦАГИ ² СМВ-1 и 4 СМВ-1).— Техн. заметки ЦАГИ. 1935, вып. № 85.
- Труды ЦАГИ — выпуск 137 — Кузьмин Г. И., Халезов Д. В. — Диаграммы для проектирования воздушных винтов с профилями ВС-2 — 1933
- Труды ЦАГИ — выпуск 129 — Кузьмин Г. И., Халезов Д. В. — Влияние формы профиля и толщины лопасти на характеристику винта — 1932
- Взаимное влияние винта и самолёта [Текст] / И. В. Остославский, Д. В. Халезов. — Москва : центр. аэро-гидродинамич. ин-т им. проф. Н. Е. Жуковского, 1935 (Л. : тип. «Печатный двор» и тип. МАИ). — Обл., 132 с. : ил.; 25х17 см. — (Труды Центрального аэро-гидродинамического института имени профессора Н. Е. Жуковского/ НКТП СССР. Глав. упр. авиац. пром-сти; Вып. 213).